# Сен-Ло-д'Урвіль
Сен-Ло-д'Урві́ль (фр. Saint-Lô-d'Ourville) — колишній муніципалітет у Франції, у регіоні Нормандія, департамент Манш. Населення — 526 осіб (2011).
Муніципалітет був розташований на відстані близько 300 км на захід від Парижа, 100 км на захід від Кана, 50 км на північний захід від Сен-Ло.

## Історія
До 2015 року муніципалітет перебував у складі регіону Нижня Нормандія. Від 1 січня 2016 року належав до нового об'єднаного регіону Нормандія.
1 січня 2019 року Сен-Ло-д'Урвіль, Деннвіль i Порбай було об'єднано в новий муніципалітет Пор-Бай-сюр-Мер.

## Демографія
Динаміка населення (INSEE ):
Розподіл населення за віком та статтю (2006):
| Стать | Всього | До 15 років | 15-24 | 25-44 | 45-64 | 65-85 | Понад 85 |
| --- | ------ | ----------- | ----- | ----- | ----- | ----- | -------- |
| Чоловіки | 265    | 52          | 16    | 56    | 89    | 52    | 0        |
| Жінки | 276    | 60          | 24    | 64    | 60    | 64    | 4        |
| \| Статево-вікова піраміда \| Статево-вікова піраміда \| Статево-вікова піраміда \| \| ----------------------- \| ----------------------- \| ----------------------- \| \| Чоловіки \| Вік \| Жінки \| \| 0 \| 85 + \| 4 \| \| 8 \| 80-84 \| 8 \| \| 12 \| 75-79 \| 16 \| \| 24 \| 70-74 \| 28 \| \| 8 \| 65-69 \| 12 \| \| 28 \| 60-64 \| 20 \| \| 4 \| 55-59 \| 16 \| \| 33 \| 50-54 \| 12 \| \| 24 \| 45-49 \| 12 \| \| 12 \| 40-44 \| 20 \| \| 28 \| 35-39 \| 24 \| \| 8 \| 30-34 \| 12 \| \| 8 \| 25-29 \| 8 \| \| 4 \| 20-24 \| 16 \| \| 12 \| 15-20 \| 8 \| \| 24 \| 10-14 \| 24 \| \| 12 \| 5-9 \| 8 \| \| 16 \| 0-4 \| 28 \| |        |             |       |       |       |       |          |
| Статево-вікова піраміда |        |             |       |       |       |       |          |
| Чоловіки | Вік    | Жінки       |       |       |       |       |          |
| 0 | 85 +   | 4           |       |       |       |       |          |
| 8 | 80-84  | 8           |       |       |       |       |          |
| 12 | 75-79  | 16          |       |       |       |       |          |
| 24 | 70-74  | 28          |       |       |       |       |          |
| 8 | 65-69  | 12          |       |       |       |       |          |
| 28 | 60-64  | 20          |       |       |       |       |          |
| 4 | 55-59  | 16          |       |       |       |       |          |
| 33 | 50-54  | 12          |       |       |       |       |          |
| 24 | 45-49  | 12          |       |       |       |       |          |
| 12 | 40-44  | 20          |       |       |       |       |          |
| 28 | 35-39  | 24          |       |       |       |       |          |
| 8 | 30-34  | 12          |       |       |       |       |          |
| 8 | 25-29  | 8           |       |       |       |       |          |
| 4 | 20-24  | 16          |       |       |       |       |          |
| 12 | 15-20  | 8           |       |       |       |       |          |
| 24 | 10-14  | 24          |       |       |       |       |          |
| 12 | 5-9    | 8           |       |       |       |       |          |
| 16 | 0-4    | 28          |       |       |       |       |          |

## Економіка
2010 року серед 325 осіб працездатного віку (15—64 років) 207 були активними, 118 — неактивними (показник активності 63,7%, у 1999 році було 60,9%). З 207 активних мешканців працювало 185 осіб (98 чоловіків та 87 жінок), безробітними було 22 (10 чоловіків та 12 жінок). Серед 118 неактивних 35 осіб було учнями чи студентами, 56 — пенсіонерами, 27 були неактивними з інших причин.

У 2010 році в муніципалітеті числилось 233 оподатковані домогосподарства, у яких проживали 532,5 особи, медіана доходів виносила 15 758 євро на одного особоспоживача